# バカソウル
『バカソウル（BAKA SOUL）』は、2011年10月1日から2013年9月28日までテレビ東京系列で毎週土曜23:55から放送されていた日本のバラエティ番組、2012年4月よりGREEの一社提供。

## 概要
吉本興業が2010年夏から行なっている音楽と笑いを融合させたライブパフォーマンスイベント『ダイナマイトバカソウル』をテレビ向けに編集し放映するもの。収録は東京都内のディスコ（場所は毎回変わる）で行なわれ、素人の出演者も募集する。
開始当初は翌0:50までの55分番組であったが、2012年4月7日放送回から放送時間が翌0:25までの30分番組に変更。また、司会にMATSU（EXILE）が加わった。

## 司会（BAKA MC）
- 小籔千豊
- MATSU（EXILE）

1時間番組時代は小籔と共に、週替わりで2人の吉本興業所属芸人がMCを務め、歌やネタの感想を語っていた。

## 主な出演者
- ダイノジ（大地洋輔・大谷ノブ彦）
- COWCOW（山田與志・多田健二）
- Blanwick sisters（Billie・Ringy）
- エハラマサヒロ
黄帝心仙人とのコンビで登場することが多い。
- 佐久間一行
- 渡辺直美
- 増谷キートン
- 天津（木村卓寛・向清太朗）
- 2700（八十島・ツネ）
- 川島邦裕（野性爆弾）
- ワッキー（ペナルティ）
- 豊満乃風
  - デブ旦那（大地洋輔（ダイノジ））
  - RED CURRYRICE（デッカチャン）
  - SHOCK-ZAI（大江健次（こりゃめでてーな））
  - GOHAN-KUN（平井俊輔（どりあんず））
- BIGMANG
  - 浅井優（山田カントリー）
  - おにぎり（ニューロマンス）
  - 五明拓弥（グランジ）
- mckj（大江健次（こりゃめでてーな））
- 高木あずさ
- 十綾乃
- 阿部浩貴（アップダウン）
- 吉本三大蜃気楼
  - ムーディ勝山
  - ジョイマン高木（高木晋哉（ジョイマン））
  - レイザーラモンHG

## 主なコーナー
- AFRO MAN REPORT

アフロマン（ダイノジ大谷）がネタ見せを終えた出演者に舞台裏で感想や近況等を聞く。
- 芸人×あそび

GREEのソーシャルゲームを出演者たちがプレイして紹介するCMコーナー。
- NEW BAKA GOGO

次世代のバカスター候補を紹介するコーナー。
- 解答バカ少女

観客の女性をステージに上げてお題を出したり無茶振りをし、それに答えてもらう。解答後はももクロの曲に合わせてダンスを踊るのがお約束。
- BEST HIT BAKASOUL

秋山克也（小林克也のものまねをしているロバート秋山竜次）がベストヒットUSA風のセットで、芸人×あそびを紹介するミニコーナー。30分時代の番組後半に放送された。

## スタッフ
- 総合演出：白岩久弥
- ディレクター：高橋純、松本真、三宮浩嗣、才藤仁、小石重蔵、庄司金之助、矢野行美、前田一樹（以前はAD）
- 構成：はりせ、遠藤敬、はしもとこうじ、ゴウヒデキ、辻健一、永井孝裕（途中まで）、谷口マサヒト
- 撮影監督：稲田晃宏（途中まで）
- SW：田中祥嗣
- カメラ：長谷川哲也→小林孝至
- 照明：古谷美明、吉貝牧子、栗本秀之、小林聡
- 編集：永井秀実、佐藤翔太、高橋欣睦
- MA：降籏直人、柳智隆、石黒裕二
- CG：木村和史
- VJ：窪田慎
- 楽曲制作：樋口聖典、樋口太陽
- 美術：吉田敬
- メイク：atelier jam
- スタイリスト：チバヤスヒロ
- AD：藤田晴香（途中まで）、小島啓太、斉藤花奈、菊池薫（途中まで）、村越久美子（途中まで）、大久保美月、玉城あかね
- 技術協力：Hamgym、Trash、スウィッシュ・ジャパン、Rogue、エイムヴィジュアル、ハートス、インターナショナルクリエイティブ、TVC、アンサーズ、BEEPS
- 衣装協力：mercibeaucoup、GOLLEY'S、CHICAGO
- コンテンツ：小山幹人（途中まで）、家永洋、青山貴幸
- 宣伝：岡仁
- デスク：後藤由枝、濱田しげり
- 協力プロデューサー：菊井徳明
- AP：嘉沼慶子→坂川綾那→佐々木将人
- 協力：セドナ・ブラザーズ・プロダクション
- プロデューサー：小高亮、中村聡太→稲冨聡→坂本直彦、宗田昭彦
- 制作協力：吉本興業、電通
- 製作著作：テレビ東京